# Бродерик Крофорд
Бродерик Крофорд (на английски: William Broderick Crawford) е американски театрален, филмов, радио и телевизионен актьор, известен преди всичко с ролята си на Уили Старк във филма „Цялото кралско войнство“. От 1960 г. има две звезди на Холивудската алея на славата.

## Биография
Ражда се в семейство на актьори. Баща му се снима в киното, а майка му в холивудски комедии. В продължение на 3 месеца посещава Харвардския университет, но след това става ръководител на докерите. Когато се завръща в радиото и театъра, работи с братята Маркс. В началото на кино кариерата си обикновено играе роли на злодеи в гангстерски филми. През Втората световна война става доброволец в Военновъздушните сили на САЩ. През 1949 година успех му носи филма „Цялото кралско войнство“ на режисьора Робърт Росън. След това неговата кариера запада поради еднотипните роли. Известно възраждане на кариерата му дава телевизионният сериал „Пътен патрул“.
Умира след инсулт.

## Избрана филмография
| Година | Филм                    | Оригинално заглавие | Роля       | Режисьор        |
| ------ | ----------------------- | ------------------- | ---------- | --------------- |
| 1949   | Цялото кралско войнство | All the King's Men  | Уили Старк | Робърт Росън    |
| 1955   | Измамата                | Il bidone           | Аугусто    | Федерико Фелини |